# Poffertjes

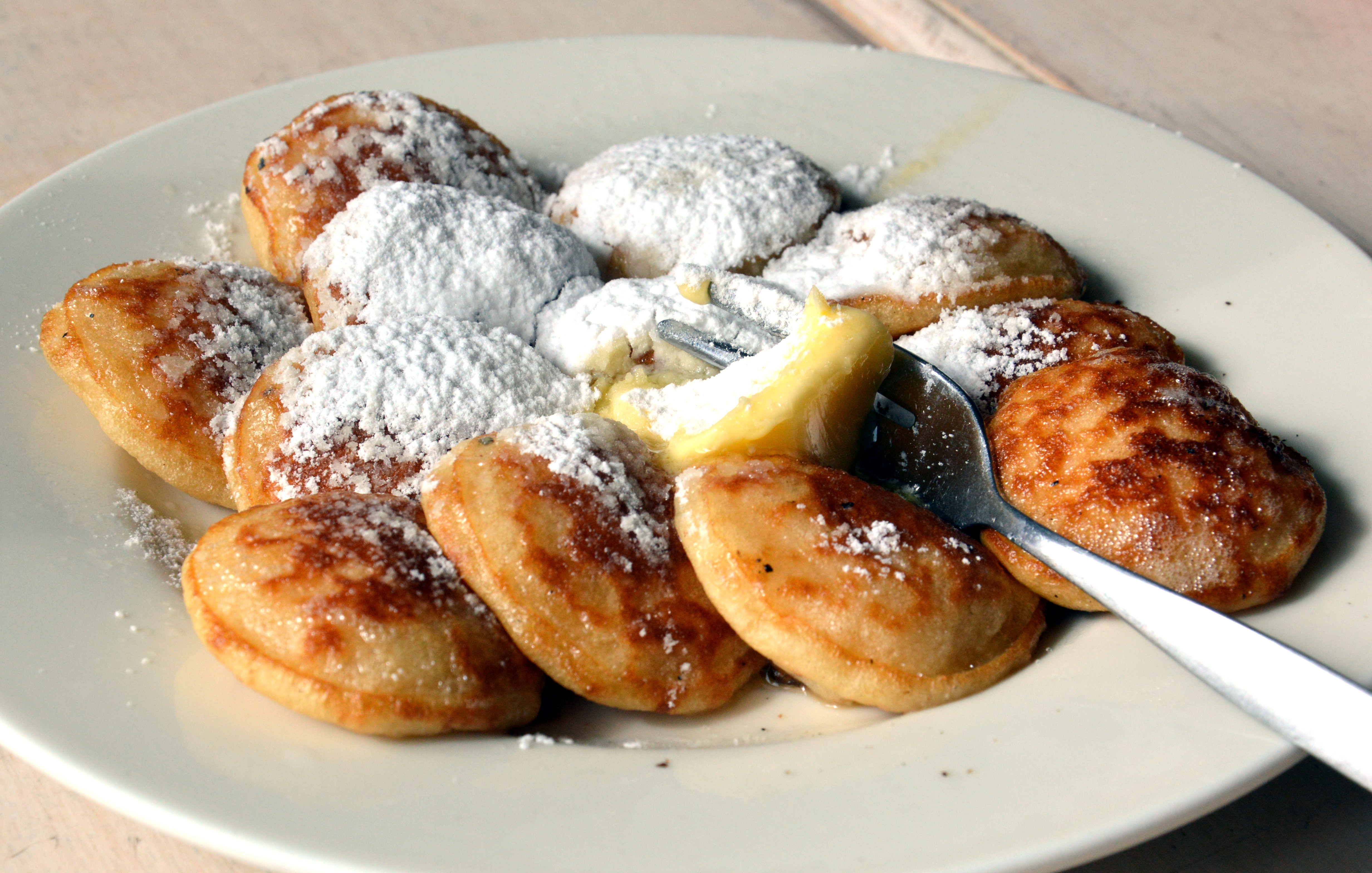
Poffertjes

Poffertjes zijn een deeggerecht dat vanouds in Nederland wordt gegeten. Het zijn een soort kleine pannenkoekjes, maar dikker doordat ze rijzen.
Poffertjes worden traditioneel net als pannenkoeken van tarwebloem en boekweitmeel gemaakt. Anders dan bij pannenkoeken wordt in het beslag een rijsmiddel gebruikt, meestal gist. In tegenstelling tot pannenkoeken worden poffertjes tijdens het bereiden omgedraaid als het beslag nog niet helemaal gestold is. Daardoor zijn ze van binnen nog wat zachter en worden ze mooi rond.
In Nederland worden poffertjes in poffertjeskramen vaak als een portie van 10-12 stuks op een bord of in een bakje geserveerd met in het midden een klontje boter en rijkelijk bestrooid met poedersuiker. Varianten zijn verkrijgbaar met fruit, ijs of likeur zoals advocaat.

## Oorsprong

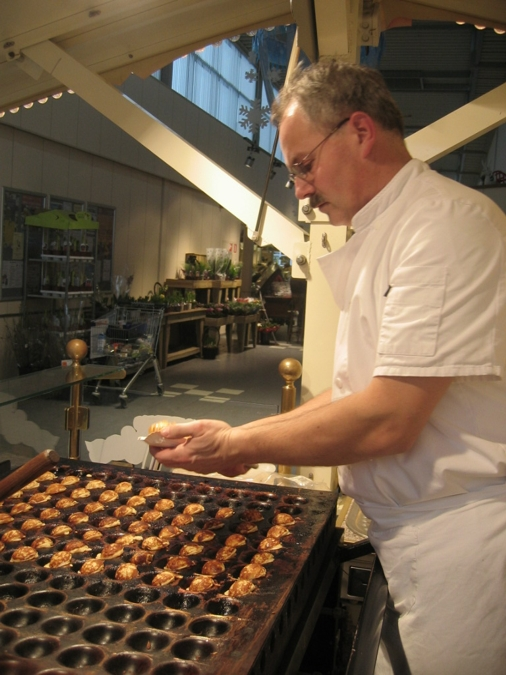
Poffertjes bakken

De benaming "poffertjes" werd voor het eerst aangetroffen als een informele bijnaam voor sackpistolen, die de Nederlandse ontdekkingsreiziger Jan van Riebeeck in 1651 in zijn dagboek noemt.  De eerste vermelding van poffertjes als voedsel is te vinden in een beschrijving van een Amsterdamse kermis van 1734. Een recept voor de bereiding ervan is opgenomen in het handboek voor "De volmaakte Hollandsche keuken-meid", uitgegeven in 1746.
Poffertjes worden gezien als een typisch Nederlands gerecht, maar de uiteindelijke oorsprong is niet geheel duidelijk. Een vaak geopperde mogelijkheid is dat het gerecht ontstaan is in een Nederlands klooster. Dat zou verklaren waarom poffertjes ook wel 'broedertjes' worden genoemd. De monniken zouden een meer eetbare variant van de droge hostie voor de kerkgangers willen vinden. Deze verklaring is weinig geloofwaardig, aangezien de hostie een sacrale functie heeft en niet als voedsel gezien wordt. De traditionele associatie als een snelle en goedkope hap die vooral in kermissen gegeten wordt, suggereert eerder een meer wereldlijke oorsprong en verklaart wellicht ook  het enigszins schertsende karakter van de naamgeving. Een tweede gedachte is dat poffertjes uit Frankrijk afkomstig zijn. Monniken in de buurt van Bordeaux zouden  in 1795  na een plaatselijke veldslag noodgedwongen overgegaan zijn op boekweitmeel om de hosties te bakken. Dit viel zo in de smaak bij kooplieden dat ze dit deeggerecht van boekweitmeel tijdens de Franse Revolutie tot in Nederland verbreidden en de receptuur zou dan in Nederland aangepast zijn. Dit is niet plausibel, omdat poffertjes al voor die tijd in Nederland gegeten werden.
Een meer voor de hand liggende verklaring is dat ze bij toeval gemaakt werden, oorspronkelijk als klodders deegbeslag die per ongeluk op een hete pan vielen en vervolgens snel opzwollen. Dit snel opzwellende deegbeslag was wellicht bedoeld voor het bakken van pofbrood of poffenbrood (sinds 1599), of voor het maken van wafels, die in de kermissen met de poffertjes aangeboden werden. De vermenging met de goedkopere boekweitmeel of gruttenmeel, die in Nederland traditioneel tot pap gemaakt werd, was oorspronkelijk optioneel, afgaande op de vroegste receptuur voor poffertjes (zie hieronder). Deze ontdekking zou dan in verschillende landen onafhankelijk van elkaar gedaan kunnen zijn en daarom de poffertjesvarianten verklaren. Zo zijn er bijvoorbeeld Æbleskiver (zonder gruttenmeel) in Denemarken (of 'Munker' in Noorwegen).

## Bereidingswijze
Het oudste recept dat in het handboek "De volmaakte Hollandsche keuken-meid" beschreven wordt, geeft 2 bereidingswijzen voor het bakken van poffertjes:
38. Poffertjes, hoe men die bakken zal.
Neemt een halve kop grutte-meel, een half pond tarwe meel, 3 Eijeren en een pintje melk, en een lepeltje gist met wat zuiker gemengt; beslaat dit te zamen, zet het te ryzen, en bakt 'er poffertjes van.
Op een andere wyze die excellent is.
Neemt een pond tarwe meel, 3/8 pond korenten, een hand vol gestoote amandelen, een kommetje boter, 4 Eijeren met het wit, een lepeltje gist met wat zuiker daar onder; beslaat dit met melk, tot de dikte van een Zuster, en bakt 'er poffertjes van, is excellent goed.”
Poffertjesbeslag bestaat tegenwoordig doorgaans uit half tarwemeel en half boekweitmeel; melk; gist; een snufje zout. Soms zit er ei in en sommige recepten vermelden keukenstroop - mogelijk voor een mooie bruine kleur. Cees Holtkamp vermeldt in zijn standaardwerk De Banketbakker overigens een recept zonder boekweitmeel. In sommige consumentenrecepten wordt de gist vervangen door bakpoeder (een bestanddeel van zelfrijzend bakmeel); het beslag kan, en moet, dan meteen gebruikt worden, omdat het rijsmiddel zijn werking verliest.
In een restaurant of poffertjeskraam worden grote platen gebruikt met ronde uithollingen (doppen) om grote aantallen poffertjes snel te kunnen bereiden, deze platen zijn van rood koper. De plaat wordt met een kwast met olie ingesmeerd waarna met een doseerspuit de hollingen per serie gevuld worden met het beslag. De poffertjes worden vervolgens met een vork omgedraaid als het beslag nog niet helemaal gestold is. De poffertjesbakkers in restaurants of poffertjeskramen zijn zeer vaardig in het snel omdraaien van de bijna gare poffertjes. Sinds de opkomst van de foodtrucks zijn deze er ook  voor poffertjes.
Thuis kunnen ze eenvoudig bereid worden in een poffertjespan. Dit is oorspronkelijk een ronde gietijzeren plaat met handvatten, met daarin ronde uithollingen. Tegenwoordig zijn ook gietaluminium en anti-aanbaklaag exemplaren te krijgen. Het is ook mogelijk om poffertjes te bakken in een tosti-ijzer of contactgrill met een speciale poffertjesplaat, een rechthoekig plaatje met ronde uithollingen. Daarnaast zijn er in de supermarkt kant- en klare poffertjes te koop die in de magnetron kunnen worden opgewarmd.

## Immaterieel erfgoed
In Breukelen bestaat sinds 1915 de zogenaamde poffertjesdag, die plaats vindt op 3 oktober. Dan mogen basisschoolleerlingen gratis poffertjes komen eten bij de plaatselijke Oud Hollandsche Poffertjes en Wafelkraam. Tevens is er die dag een lezing om de bedenker van de traditie te eren, Leonard Corneille Dudok de Wit, oud-inwoner van Breukelen. De verstrekte poffertjes worden betaald uit een door Dudok de Wit gesticht fonds.